# Apery
Apery（エイプリー）は、コンピュータ将棋のプログラム。オープンソースとして公開されている。

## 概要
メイン開発者は平岡拓也。2014年より、平岡の母校である大阪市立大学数理工学講座の杉田歩准教授らも開発メンバーに名を連ね、「Aperyチーム」名義となる。プログラム名の意味は「猿真似」で、良いものは何でも取り入れる設計方針を表している。
開発開始年は2011年。2014年、第24回世界コンピュータ将棋選手権で優勝を果たした。
2015年に出場した将棋電王戦FINALにおいて斎藤慎太郎五段（当時）と対局を行い、115手で敗れた。この対局後に斎藤は、「（勝てて）ホッとしている。エイプリーはすごく強いソフト。完敗してもおかしくないと思っていた」とコメントを残している。この対局の開始前、平岡はTwitterで「勝算がなくなった後もAperyが詰まされるまで対局を続ける」と宣言し、そのとおりにした。結果、プロの将棋では見られない、自らの玉の詰みが確定した後での無駄な王手（将棋ソフト特有の負けを先延ばしにする手法）を延々と続けたことから、「みっともない」「棋譜汚しだ」との批判の意見が上がった。やねうら王の開発者・磯崎元洋はブログ記事にて「将棋ソフトは（いまのところ）投了させなければそういう指し手をするものだ」と平岡に同情的な意見を述べている。
2015年の第3回電王トーナメント出場に先立ち命名権をヤフオク!の「みんなのチャリティー募金」（落札額は全額募金）に出品。81000円で落札され同大会においては『大樹の枝』の名称を名乗って出場することになった。また、電王戦FINAL後に平岡がAperyをオープンソース化し、主要なコンピュータ将棋大会に出場するごとに最新版をGitHubに公開していることにより、これらのコンピュータ将棋大会にAperyを改造して出場する競技者も複数存在している。
2016年の第4回将棋電王トーナメントでは、前年同様命名権をヤフオク!の「みんなのチャリティー募金」に出品し、891000円で落札、『浮かむ瀬』と命名された。非常に高額な落札金額となったが、企業ではなく将棋好きの個人の落札である。大会出場に際しては、評価関数の作成にponanzaと同様の手法を導入するに際し、必要となる大量の計算資源を提供するボランティアを募った。この過程を経て生成された評価関数を武器に大会では決勝に進出、ponanzaには及ばなかったものの準優勝を果たした。また、評価関数生成にボランティアを募ったアイディアを理由として、この大会で設けられた特別賞を受賞した。

## 競技会成績
| 大会/年                    | 2012 | 2013 | 2014 | 2015 | 2016 | 2017 | 2018 | 2019 |
| -------------------------- | ---- | ---- | ---- | ---- | ---- | ---- | ---- | ---- |
| 世界コンピュータ将棋選手権 | 22   | 9    | 1    | 4    | 4    | 12   | 3    | 14   |
| 将棋電王トーナメント       |      | F    | 5    | 3    | 2    | F    |      |      |